# Zenit Penza
Zenit Penza (ros. «Зени́т» Пенза, /zʲɪˈnʲit ˈpʲɛnzə/) – rosyjski klub piłkarski z miasta Penza w europejskiej części kraju.

## Historia
Drużyna występowała pod nazwami:
- 1918–1927: KLS Penza (ros. КЛС Пенза)
- 1927: Raboczij Kłub Penza («Рабочий Клуб» Пенза)
- 1927–1930: Zawod nr 50 Penza (Завод № 50 Пенза)
- 1930–1936: ZIF Penza (ЗИФ Пенза)
- 1936–1948: Zenit Penza («Зенит» Пенза)
- 1948–1960: Spartak Penza («Спартак» Пенза)
- 1960–1963: Zaria Penza («Заря» Пенза)
- 1964–1965: Trud Penza («Труд» Пенза)
- 1966: Wiełozawodiec Penza («Велозаводец» Пенза)
- 1967–1971: Chimmaszewiec Penza («Химмашевец» Пенза)
- 1972–1973: Sura Penza («Сура» Пенза)
- 1973–1978: Granit Penza («Гранит» Пенза)
- 1979: SKA Penza (СКА Пенза)
- 1980–1990: Granit Penza («Гранит» Пенза)
- 1991–...: Zenit Penza («Зенит» Пенза)

Piłkarska drużyna przy KLS (Кружок Любителей Спорта - Kółko Miłośników Sportu) w mieście Penza została organizowana w 1918 roku. Ta data jest uznana za datę założenia klubu.
W czasach Związku Radzieckiego klub wielokrotnie zmieniał nazwy.
W latach 1936—1940 i 1945 uczestniczył w rozgrywkach o mistrzostwo miasta. Wygrywał wszystkie mistrzostwa z wyjątkiem 1938 i 1940, kiedy to zostawał drugim.
W 1948 zespół debiutował w Drugiej Grupie Mistrzostw ZSRR, w której występował 5 sezonów. Po reformie systemu lig ZSRR w 1963 okazał się w Drugiej Ligi, w której występował do 1972, z wyjątkiem 1970, kiedy to zmagał się w niższej lidze. W 1973 klub został zdjęty z rozgrywek w drugiej lidze. Uczestniczył w rozgrywkach lokalnych.
Dopiero w 1990 i 1991 klub ponownie występował w Drugiej Niższej Lidze Mistrzostw ZSRR.
W 1991 klubowi nadano obecną nazwę Zenit Penza.
W Mistrzostwach Rosji klub startował w Drugiej Lidze, w której występował do 1999, z wyjątkiem 1994, 1995 i 1997, kiedy to zmagał się w Trzeciej Lidze.
Po dwuletniej przerwie, spowodowanej występami w rozgrywkach amatorskich w 2002 powrócił do Drugiej Dywizji.
W 2009 klub z powodów finansowych zrezygnował z występów w Drugiej Dywizji, grupie Centralnej. Grał wówczas przez rok w Lidze Amatorskiej po czym wrócił do rozgrywek profesjonalnych.
Po rundzie jesiennej sezonu 2017/18 klub wycofał się z profesjonalnych rozgrywek, by zapisać się do Ligi Amatorskiej, w grupie nadwołżańskiej.

## Osiągnięcia
- 8 miejsce w Klasie B ZSRR:

1961
- 6 miejsce w Rosyjskiej Drugiej Dywizji:

2013
- 1/32 finału w Pucharze Rosji:

1995, 1999, 2008